# Luciano Sambi
Luciano Sambi (Sogliano al Rubicone, 4 ottobre 1942) è un ex ciclista su strada italiano.
Professionista dal 1965 al 1967, vinse il Giro di Toscana nel 1965

## Carriera
Ottimo dilettante raccolse ventitré vittorie e un cospicuo numero di piazzamenti fra cui il secondo posto ai Campionati italiani della categoria nel 1963 dietro Mario Zanin.
Selezionato in più occasioni per vestire la maglia della nazionale, fece parte della spedizione azzurra ai Campionati del mondo di ciclismo su strada a Sallanches e partecipò in due occasioni, nel 1963 e nel 1964, con la maglia azzurra, al Tour de l'Avenir, nella prima occasione in qualità di riserva e nella seconda esperienza da vero e proprio protagonista collezionando tre piazzamenti nei primi tre di tappa, senza tuttavia riuscire a cogliere il successo, ed aiutando Felice Gimondi nella conquista della classifica generale.
Passò professionista nel 1965 con i colori della legnano aggiudicandosi il Giro di Toscana precedendo Imerio Massignan; collezionò, inoltre, in quella stagione d'esordio, piazzamenti importanti nelle corse in linea italiane e svizzere: fu secondo al Tour de Nord-Ouest, settimo al Giro del Piemonte, decimo al Giro dell'Emilia. 
Sempre nel 1965 fu autore di una significativa prestazione a cronometro al Gran Premio Castrocaro Terme - Forli che concluse sul gradino più basso del podio dietro a Jacques Anquetil e Felice Gimondi.
Nel 1966 non ottenne vittorie ma fu ottavo al Trofeo Laigueglia, terzo al Giro di Campania e nella frazione con arrivo a La Chaux-de-Fonds al Tour de Romandie.
Tuttavia proprio in questa seconda stagione manifestò dei problemi fisici che lo portarono al prematuro ritiro dall'attività sportiva l'anno successivo.
Dopo il ritiro gestì un negozio-officina dedicato al mondo del pedale.

## Palmares
- 1962 (Dilettanti, una vittoria)

Classifica generale Giro dell'Umbria
- 1963 (Dilettanti, una vittoria)

2ª tappa Giro della Valle d'Aosta (Champorcher > Pré-Saint-Didier)
- 1964 (Dilettanti, cinque vittorie)

Trofeo Minardi
Trofeo Mauro Pizzoli
Coppa Grandi
Gran Premio Salvatori
2ª prova Campionati italiani dilettanti - Villafranca Veronese
- 1965 (Legnano, una vittoria)

Giro di Toscana

## Piazzamenti

### Grandi Giri
- Giro d'Italia

1965: 24º
1966: 44º

### Classiche monumento
- Milano-Sanremo

1966: 78º

### Competizioni mondiali
- Campionati del mondo

Sallanches 1964 - Prova in linea dilettanti: ?